# 本佐尼亞鎮區 (密歇根州)
本佐尼亞鎮區（英語：Benzonia Township）是位於美國密歇根州本西縣的一個行政鎮區。

## 地方資料
本佐尼亞鎮區的面積為87.70平方千米，當中陸地面積為72.00平方千米，而水域面積為15.70平方千米。根據2020年美國人口普查的數據，當地共有人口2734人，而人口密度為每平方千米31.17人。